# Diphascon bicorne
Diphascon bicorne är en djurart som tillhör fylumet trögkrypare, och som först beskrevs av Mihelcic 1971.  Diphascon bicorne ingår i släktet Diphascon och familjen Hypsibiidae. Inga underarter finns listade i Catalogue of Life.